# Kamienica przy ul. Kościuszki 14 w Iławie
Kamienica przy ul. Kościuszki 14 – zabytkowa eklektyczna kamienica w Iławie z przełomu XIX i XX wieku.
Kamienica przy ul. Kościuszki 14 należy do najlepiej zachowanych i najwartościowszych kamienic w Iławie. Została wzniesiona w stylu eklektycznym na przełomie XIX i XX wieku. Kamienica o prostokątnym rzucie ma trzy kondygnacje z użytkowym poddaszem oraz czterokondygnacyjny płytki ryzalit w zachodniej części elewacji frontowej. Budynek jest częściowo podpiwniczony. Od południa znajduje się skrzydło oficyny.
Poszczególne kondygnacje fasady rozdzielone są profilowanymi gzymsami i ozdobione poziomymi pasami tynku. Okna na fasadzie mają prostokątny kształt, w trzeciej osi zastosowano okna typu portfenetr z prostymi balustradkami. W kalenicy dachu umieszczone są dekoracyjne metalowe balustradki, zaś jego połacie ozdabiają facjatki. W wejściu głównym zachowały się oryginalne drewniane drzwi o bogatych zdobieniach.
Budynek wpisany jest do rejestru zabytków pod numerem A-4358 z 17.11.2006. Po wojnie w budynku miał siedzibę Komitet Miejski i Gminny PZPR, zaś w latach 1991–2005 znajdował się w nim Urząd Skarbowy. Obecnie obiekt spełnia funkcje mieszkalne i usługowe.